# Синтия Катц
Синтия Катц (на английски: Synthia Katz) е американска писателка на бестселъри в жанра романс и романтичен трилър. Пише под общия псевдоним Синтия Виктор (на английски: Cynthia Victor) с Виктория Скърник (на английски: Viktoria Skurnik), а също и под псевдонима Синтия Келър (на английски: Cynthia Keller).

## Биография и творчество
Синтия Ан Катц е родена през 1955 г. в Ню Йорк, САЩ, в семейството на Йозеф H. и Джийн Катц. Учи в гимназия „Хънтър колидж“, а след това в университета „Браун“.
След дипломирането си се връща в Ню Йорк, където в продължение на няколко години работи във видео-продукция. Започва да пише, като автор на свободна практика, за вестници и списания, а след това и документални книги.
През 1986 г. се омъжва за д-р Марк Чарлз Стекел, офталмолог в болница „Сейт Люк-Рузвелт“, Ню Йорк. През 1995 г. семейството се премества в Кънектикът.
Първият си романс „Consequences“ пише заедно с литературния си агент Виктория Скърник. Той е публикуван през 1989 г. под съвместния им псевдоним Синтия Виктор. Двете са авторки на общо 7 романса и романтични трилъри в периода 1989 – 2002 г.
През 2010 г. писателката започва да публикува своите романси под псевдонима Синтия Келър.
Синтия Катц Стекел живее в Уестпорт, Кънектикът, със съпруга си и двете си деца.

## Произведения

### Като Синтия Виктор

#### Самостоятелни романи
- Consequences (1989)
- Семейни грехове, Relative Sins (1992)
- Само ти, Only You (1994)
- Интимни предателства, What Matters Most (1996)
- Тайната, The Secret (1997)
- Вълшебната кутия, The Sisters (1999)
- The Three of Us (2002)

### Като Синтия Келър

#### Самостоятелни романи
- An Amish Christmas (2010)
- A Plain and Fancy Christmas (2011)
- An Amish Gift (2012)

### Като Синтия Катц

#### Самостоятелни романи
- With a Little Luck: With a Little Luck (1994) – с Ким Алексис

#### Документалистика
- If I'm So Successful Why Do I Feel Like a Fake: The Impostor Phenomenon (1987) – с Джоан С. Харви